# فوجد بروليتارياتا
فوزهد بروليتارياتا (بالروسية: Вождь Пролетариата) هي مدينة في مقاطعة موسكو أوبلاست في روسيا. يبلغ عدد سكانها حوالي 600 نسمة.